# 武田雅俊
武田 雅俊（たけだ まさとし、1949年 - ）は、日本の精神病理学者。大阪大学名誉教授。老年学が専門。

## 略歴
佐賀県鳥栖市生まれ。佐賀県立佐賀西高等学校卒業、1968年東京大学入学、1972年米国ダートマス大学卒業、1975年東京大学理系大学院修了、1979年大阪大学医学部卒業、1983年同大学院博士課程修了、医学博士。国立療養所松籟荘に勤務した後、1989年大阪大学精神医学講師、1996年大阪大学大学院医学系研究科教授。2015年定年退任、名誉教授、藍野大学学長。2018年仁明会精神衛生研究所所長に就任。2012年日本精神神経学会理事長。理事長時代の2013年には代議制を導入し、学会を公益法人化した。2014年より世界精神医学会「科学・教育・出版に関する常任委員会」理事。

## 診療・研究
- 一般財団法人仁明会仁明会クリニック（兵庫県西宮市）にて、月曜日に外来診療を行っている[6]。
- 一般財団法人仁明会精神衛生研究所（兵庫県西宮市）所長を務める。精神医学の研究や若手スタッフへの指導を行っている[7]。
- 大阪河﨑リハビリテーション大学にて、認知予備力研究センター長を務める[8]。

## 著書
- 『老化の生物学と精神医学』(心の医学新書)診療新社 2003
- 『精神医学徒然草 教授室の窓辺から』新興医学出版社 2015

### 共編著・監修
- 『高齢者の精神障害』(精神科ケースライブラリー）専門編集 中山書店 1998
- 『老年期精神障害』(臨床精神医学講座 第12巻) 本間昭共責任編集 中山書店 1998
- 『痴呆』(看護のための最新医学講座 第13巻) 編 中山書店 2000
- 『知っておきたい痴呆患者の診断・治療・介護と社会の対応』(先端医学撰書) 編著 真興交易医書出版部 2000
- 『アルツハイマー型痴呆の画像診断』西村恒彦共編 メジカルビュー社 2001
- 『認知の科学と臨床』(新世紀の精神科治療 第6巻)編 中山書店 2003
- 『慢性化防止の治療的働きかけ』(新世紀の精神科治療 第10巻) 岡崎祐士共編 中山書店 2004
- 『コア・ローテイション精神科』鹿島晴雄共編 金芳堂 2004
- 『現代老年精神医療』編 永井書店 2005
- 『認知症』(看護のための最新医学講座 第13巻) 編 中山書店 2005
- 『心のサイエンス この十年のあゆみ』(心の医学新書) 工藤喬共編 メディカルレビュー社 2006
- 『老年期認知症ナビゲーター』平井俊策監修, 荒井啓行,浦上克哉,本間昭共編 メディカルレビュー社 2006
- 『絵でみる心の保健室』田中稔久共監修, 大阪大学大学院医学系研究科・精神医学教室編 アルタ出版 2007
- 『Advanced psychiatry 脳と心の精神医学』加藤敏,神庭重信共著 金芳堂 2007
- 『精神科専門医のためのプラクティカル精神医学』山内俊雄総編集, 岡崎祐士,神庭重信,小山司共編 中山書店 2009
- 『POCKET精神科』鹿島晴雄共編 金芳堂 2010
- 『現代精神医学事典』加藤敏,神庭重信,中谷陽二,鹿島晴雄,狩野力八郎,市川宏伸共編 弘文堂 2011
- 『精神医学テキスト』西川隆,中尾和久,三上章良編, 監修. 金芳堂 2011
- 『認知症知って安心!症状別対応ガイド』監修, 数井裕光,杉山博通,板東潮子著 メディカルレビュー社 2012
- 『心のサイエンス 精神医学の進む道』(心の医学新書) 工藤喬共編著 メディカルレビュー社 2015
- 『認知症の脳画像診断 早期検出と鑑別をめざして』西村恒彦共編集 メジカルビュー社 2015

### 翻訳
- ナンシー・C.アンドリアセン『脳から心の地図を読む 精神の病いを克服するために』岡崎祐士共監訳 新曜社 2004
- Michael Jurgs『アルツハイマー 無の世界への航跡』監修, 池村義明,田中稔久訳. アークメディア 2006
- Paola S.Timiras 編『老化の生命科学 分子から生理へ,そして臨床へ』大内尉義共監訳 アークメディア 2007
- Victor Pace, Adrian Treloar, Sharon Scott [編], Max Watson シリーズ編『認知症の緩和ケア 診断時から始まる患者と家族の支援』監修, 小川朝生,篠崎和弘編集. 新興医学出版社 2015